# Жеко Джелебов
Жеко Вълчев Джелебов е български революционер, деец на Вътрешната македоно-одринска революционна организация.

## Биография
Роден е в 1875 година в Малко Търново, тогава в Османската империя. Роднина е на войводата Дико Джелебов. Влиза във ВМОРО и става четник на Георги Кондолов. В 1903 година е делегат на Конгреса на Петрова нива. Подвойвода и секретар е на четата на Стоян Камилски. Умира в 1947 година.